# Sus ahoenobarbus
Sus ahoenobarbus — вид тварин із родини свиневих (Suidae).

## Морфологічна характеристика

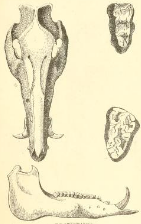

Довжина від 1 до 1.6 м, висота близько 1 м і вага до 150 кг. Велике тіло, підтримуване довгими ногами, вкрите рідким пушком різного кольору від червонувато-коричневого до чорного. Самець трохи більший за самку і має невеликі, але помітні бородавки на обличчі. Ніс, верхня губа і підборіддя вкриті рідкими короткими чорними волосками. Над і перед очима є дуже грубе тьмяно-вохрове волосся на більшій частині довжини і чорного кольору біля основи; ця смуга звужується з боків носа, утворюючи лінію, яка проходить під очима, де знову розширюється і поширюється на щоки, до заднього кута нижньої щелепи. Тіло вкрите рідкими чорними волосками. Хвіст досить великий, обставлений чорними волосками, довгими, особливо по середній лінії, і все більше подовжуються, досягаючи кінця, де утворюють справжню сплюснуту китицю. Вуха невеликі, закінчуються гостро, зверху вкриті волосками того ж кольору, що і тіло, всередині майже голі.
Що відрізняє Sus ahoenobarbus від S. barbatus, так це насамперед череп, який у останнього значно витягнутіший. Також у S. ahoenobarbus спостерігається у верхній щелепі з кожного боку — свого роду жолоб, утворений складкою верхньощелепної кістки, яка підіймається; у S. barbatus цеї ознаки немає і верхньощелепна кістка пряма по всій довжині.

## Середовище проживання
Ендемік фауністичного регіону Палаван на Філіппінах у північно-східній околиці Сундаленду. Вид записаний з головного острова Палаван, а також деяких його найбільших островів-супутників: Балабак, Бугсук, Бусуанга, Калауїт, Корон, Куліон, Думаран, Лінапакан, Панданан. Він також був зафіксований на деяких менших островах поблизу головного острова Палаван, але неясно, чи вони постійно населені. Викопні записи пізнього плейстоцену існують з Кесона на півдні Палавану, а також з Ель-Нідо, північний Палаван, від пізнього плейстоцену до пізнього голоцену.
Вид зареєстрований у суміжних і фрагментованих лісів від рівня моря до гірських лісів на висоті до 1500 метрів над рівнем моря, а також культивованих територій. Вид все ще відносно поширений у віддалених пагорбових лісах у межах гірських хребтів Манталінгахан, Вікторія/Анепахан і Пагданан, на що вказують часті сліди та знаки харчування. Вид зареєстровано з усіх основних типів лісів на Палавані, включаючи вічнозелені та напіввічнозелені гірські, пагорбові й низовинні, ультраосновні, вапнякові та мангрові ліси. Водно-болотні угіддя регулярно відвідуються, особливо ті, що лежать усередині або межують з лісовими ділянками.

## Спосіб життя
Ймовірно, як і S. barbatus цей вид має дуже різноманітну дієту, яка складається в основному з фруктів і насіння, а також з великої кількості інших речовин, від коренів і грибів до дрібних хребетних тварин і падла. Дорослі самці, як правило, поодинокі, але самиці й молодь харчуються матріархальними сімейними групами, які іноді збираються, утворюючи більші стада. Пік сезону розмноження збігається з переходом від цвітіння до розвитку перших плодів у лісі. Після спарювання самиця будує тимчасове гніздо серед рослинності, в якому народжує від 3 до 11 дитинчат після періоду вагітності, який триває від 90 до 120 днів. Від тижня до десяти днів гніздом користуватимуться лише мати та її дитинчата.

## Використання
На вид локально полюють задля їжі.

## Загрози й охорона
Палаванська бородата свиня (Sus ahoenobarbus) є основною мішенню для полювання, як для прожиття, так і для торгівлі м'ясом дичини. Іноді також торгують живими дикими поросятами. Непідтвердженою загрозою є гібридизація з домашніми свинями, які часто вільно бродять у місцях проживання диких свиней.
Цей вид юридично захищений законодавством про захист дикої природи Філіппін, включаючи цілий набір законодавчих актів, що стосуються регіону Палаван. Проте імплементація такого законодавства, як правило, недостатньо виконується в більшості областей, включаючи деякі визначені «заповідні території».